# Gustav Beikircher
Gustav Beikircher (* 20. September 1879 in Mühlen in Taufers; † 9. August 1953 im Sanatorium Martinsbrunn bei Meran), ausgebildeter Mechaniker, Turbinenbauer, Fotograf, Autofachmann der ersten Stunde, als Maschinenfabrikant einer der Bahnbrecher der Pustertaler Wirtschaft.

## Leben
Gustav Beikircher war der zweite Sohn des Lodenfabrikanten und Elektrotechnikers Josef Beikircher (1850–1925). Nach Abschluss der Volksschule in Sand in Taufers musste er feststellen, dass ihm der weitere Studienweg über das kirchlich geführte Gymnasium in Brixen auf Grund der bekannt liberalen Haltung seines Vaters versperrt ist. So blieb für die von Vater und Sohn angestrebte technische Ausbildung nur der Weg über das Handwerk. Daher kam Gustav Beikircher nach Bozen in die Lehre zu Meister Josef Hötzl, dem Vorstand der Schlossergenossenschaft und Leiter der Gewerblichen Fortbildungsschule dortselbst. Parallel zur Lehrzeit besuchte er die dreijährigen Fachkurse der Berufsschule und kehrte 1898 als fertig ausgebildeter Mechaniker in den Elektromechanischen Betrieb des Vaters zurück. Die Werkstätte widmete sich zu diesem Zeitpunkt noch der Herstellung von Seilaufzügen und Sägewerken, war jedoch dabei, sich immer mehr auf die Fertigung von Turbinen, Rohrleitungen und des ganzen Zubehörs für kleine und mittlere Elektrizitätswerke zu konzentrieren.
Noch als Knabe erhielt Gustav seine ersten und bleibenden Eindrücke von der Kunst des Fotografierens. Vermittelt wurden sie ihm 
von einem Freund des Vaters, dem akademischen Maler Max Gudden (1859–1893) aus München. Dieser, ein Sohn des bekannten, mit dem Tod König Ludwigs II. von Bayern verbundenen Psychiaters Bernhard von Gudden, durchstreifte während seiner ausgedehnten Sommeraufenthalte von Mühlen aus, sowohl mit dem Malkasten als auch mit dem Fotografierapparat, die Tauferer Bergwelt und ließ sich dabei häufig von dem begabten und lernbegierigen Jungen begleiten.
Nachdem auch Gustavs andere drei Brüder Josef, Emil und Eugen, ihre technische Ausbildung hinter sich gebracht hatten, entschloss sich der Vater im Jahre 1900 zu einem damals sehr ungewöhnlichen Schritt, indem er die vier Söhne paritätisch an dem Unternehmen mitbeteiligte, sodass also auf jeden Teilhaber ein Fünftel entfiel.
Nicht weniger ungewöhnlich ist, dass der Vater im Jahre 1901 mit dem Ankauf einer De Dion–Bouton Voiturette (3.25 PS, Baujahr 1900) zum ersten Autobesitzer des Pustertales wurde, was auch das Leben seines Sohnes Gustav entscheidend mitprägte. Während seines dreijährigen Militärdienstes (1901–1903) nützte Gustav Beikircher jede sich bietende Möglichkeit zur fachlichen Weiterbildung und erwarb die Befähigungszeugnisse zu Betrieb und Wartung von Licht- und Kraftmaschinen, von stationären und lokomobilen Dampfmaschinen und schließlich noch die Qualifizierung zum selbstständigen Werkstättenleiter. Militärisch gesehen, stieg er vom Rang eines Vormeisters zum Korporal auf und wurde dann zum Zugsführer befördert, bevor er seinen Militärdienst „in der Präsenz“ als k.u.k. Stabsfeuerwerker beim Festungsartillerieregiment Graf Colloredo-Mels Nr. 4 in Pola beendete. Zurückgekehrt in den väterlichen Betrieb, der in der Folge außerdem noch das ganze Dorf Mühlen mit elektrischem Strom versorgte, bestand er zusammen mit seinem Bruder Josef im Frühjahr 1906 die in diesem Jahr in der Monarchie zum ersten Mal abgehaltene Führerscheinprüfung.
Zu Beginn des Ersten Weltkrieges wurden die beiden Brüder sofort nach Innsbruck einberufen wo eine k.u.k. Autokolonne aufgebaut wurde, welche unter dem Befehl von Hauptmann Ernst Freiherrn von Handel-Mazzetti an die russische Front geschickt werden sollte. Während durch den Kriegsausbruch der Betrieb der elektromechanischen Werkstätte in Mühlen praktisch lahmgelegt wurde, begann für Gustav Beikircher eine überaus spannende Zeit, sowohl was sein Interesse am Automobil als auch seine Liebe zur Fotografie betrifft, wobei ihm die sich sogleich anbahnende Freundschaft mit seinem direkten Vorgesetzten Oberleutnant Ing. Aladar Nehoda, der dieselben Vorlieben teilte, sehr zugutekam. Die Autokolonne wurde in Krakau in unmittelbarer Frontnähe (10 km) stationiert. Anders als sein Bruder Josef, der in der Kolonne von Anfang an den Innendienst für sich beanspruchte (Werkstättenaufsicht, Dienstplanerstellung etc.), entschied sich Gustav für die Fahrten im Außendienst (tägliche Versorgung der Frontlinie, Rücktransport der Verwundeten und Gefangenen usw.), welche ihn weit in das Zarenreich hinein führten, aber auch dementsprechend gefährlich waren.
Nach dem Kriegseintritt Italiens im Mai 1915 wurde seine Autokolonne an die Dolomitenfront mit Standort Neumarkt versetzt. Von hier aus unternahm er täglich eine Inspektionsfahrt im Personenwagen längs der Front vom Standort Neumarkt über Cavalese, Predazzo, Moena, Canazei bis zum Pordoijoch. Im August 1915 traf er hier auf den Oberbefehlshaber der Südwestfront Erzherzog Eugen, dem er persönlichen Rapport erstattete.
Im Herbst 1915 wurde er an das Kraftfahrersatzdepot (KED) Innsbruck versetzt, wo ihm die Ausbildung des Fahrernachwuchses anvertraut wurde. Von dem administrativen Teil seiner neuen Aufgabe nicht sehr befriedigt, bemühte er sich, seinem ausgeprägten Fernweh nachgebend, um die Aufnahme in eine der beiden im Aufbau begriffenen „Kraftfahrformationen für die Türkei“. Er bestand die erforderlichen Tests und Aufnahmeprüfungen, wurde der Formation II. eingegliedert und traf Anfang Oktober 1916 in Konstantinopel ein. Dort nahm er zunächst am Aufbau eines großen Kraftfahrdepots am Bosporus teil, bevor er seine erste Dienstreise nach Diarbekir (1700 km von Konstantinopel entfernt) antreten musste. In die Hauptstadt des osmanischen Reiches zurückgekehrt, wurden seine Kenntnisse als Chauffeur und Fahrlehrer umgehend von der Familie des türkischen Sultans in Anspruch genommen, bevor ihn höchste Regierungskreise von Enver Pascha angefangen bis zu Mustafa Kemal Pascha, dem späteren „Vater der Türken“, für ihre Fahrten verpflichteten, die das ganze osmanische Reich von Konstantinopel bis zum Kaukasus, Mossul, Jerusalem, Gaza usw. betrafen. Stabschef Fuad Pascha redete ihm zu, auch nach Kriegsende in der Türkei zu bleiben, wo er ihm eine angemessene Existenz garantieren konnte. Weit davon entfernt, an die Möglichkeit einer Niederlage der Mittelmächte zu denken, überlegte sich Feuerwerker Gustav Beikircher diesen Vorschlag ernsthaft, wie aus seinen Briefen hervorgeht.
Für seine Verdienste als Instruktor und als Chauffeur wurde Gustav Beikircher von der türkischen Regierung der „Eiserne Halbmond mit Bandspange“ verliehen, für seinen außerordentlichen Einsatz beim Empfang Kaiser Wilhelm II. erhielt er die äußerst selten vergebene „Preußische Krieger-Verdienstmedaille“, vom Apostolischen Legaten und Patriarchen von Konstantinopel bekam er das Jerusalem-Pilgerkreuz. Schon vorher war er vom österreichischen Reichskriegsministerium mit dem „Silbernen Verdienstkreuz mit der Krone am Band der Tapferkeitsmedaille“ ausgezeichnet worden.
Nach dem Zusammenbruch der Palästinafront wurden die k.u.k. Autoformationen auf der Insel Prinkipo im Marmarameer interniert. Mitte Januar 1919 war es jedoch so weit, dass Gustav Beikircher mit seiner Mannschaft auf dem Seeweg von Konstantinopel nach Triest gebracht wurde und dann mit der Bahn nach Wien, wo für die Autokolonne Türkei II der Weltkrieg endete. Auf Grund zahlreicher Gerüchte über chaotische Verhältnisse in dem nunmehr von Italien okkupierten Südtirol wartete er noch einige Zeit in Innsbruck ab, bevor er als letzter der vier Brüder nach Hause zurückkehrte. Hier hatten sich nicht nur die politischen Verhältnisse dramatisch geändert: der einst monarchieweit arbeitende Betrieb war nun auf das kleine Südtirol begrenzt; weder der Vater noch der ältere Bruder Josef verfügten über die notwendige Energie für einen Neuanfang. So musste sich nun Gustav immer mehr um die Führung des Betriebes kümmern, ehe diese nach dem Tod des Vaters 1925 auch förmlich auf ihn überging. Gleichzeitig bemühte er sich erfolgreich um das Weiterbestehen der von seinem Vater als Aktiengesellschaft ins Leben gerufenen Privatbahn von Bruneck nach Sand in Taufers. Sie wurde zwar verstaatlicht, aber Gustav erreichte doch, dass die Gesellschaft nicht aufgelöst wurde und die Behörden ihm einen ständigen Sitz im Verwaltungsrat einräumten. Zur Fortsetzung der von der elektrischen Bahn bedienten Strecke gründete er in mehreren Anläufen von 1920 bis 1922 eine eigene Postautolinie, die von Sand in Taufers bis ans Ende des Ahrntales nach Kasern führte. Die von Gustav geführte Turbinenfirma wurde auch den italienischen Behörden gegenüber endlich autonom und zur Durchführung größerer Projekte berechtigt, als sein Sohn Adolf im Jahr 1930 am Polytechnikum von Turin promovierte und ein Jahr darauf in Mailand das Staatsexamen ablegte, womit die Habilitation zur freien Ausübung seines Berufes als Elektroingenieur verbunden war.
Politisch gesehen folgte für Südtirol die von Hitler und von Mussolini 1939/40 durchgeführte Option, bei der sich alle vier Familien Beikircher, jene von Josef, von Gustav, von Emil und von Eugen ebenso wie 86 % der Südtiroler Bevölkerung für eine Auswanderung ins Deutsche Reich entschieden. Die Verwirklichung dieser fatalen Entscheidung wurde durch den weiteren Verlauf des Krieges größtenteils vereitelt.
Gustav Beikircher verstarb als letzter von Josef Beikirchers Söhnen am 9. August des Jahres 1953.